# Сплавар
Сплавар се бави воденим транспортом дрвених трупаца. Код нас су најпознатији били сплавари на реци  Дрини, али их практично више нема. У знак сећање на њих сваке године се одржава Дринска регата у Бајиној Башти.
Сплав, у овом случају, се формира тако да се брвна, добијена сечом шуме, међусобно повежу и онда као пловни објекат транспортују реком. Али прави сплав за транспорт дрвета се састоји не само од низа балвана који су повезани један за други хоризонтално, већ и вертикално тј. професионални сплав који служи за транспорт и кога возе сплавари има више редова (спратова)!! Тиме се добија већа количина дрвета за транспорт.
Тако формиран сплав возе сплавари, један напред други позади и уз помоћ великих весала само управљају њиме јер брза река се побринула за низводно кретање. Река Дрина а и друге на којима су се возили сплавови је пуна вирова, подземних стена, брзака те је управљање сплавом тешко и опасно. У случају јачег удара о подземну стену или слично, сплав зна да попусти и да се распадне и тада је живот сплавара угрожен било од брвана која се неконтролисано сурвавају, било од брзе реке.
Интересантно је да у народу који живи на обалама Дрине реч сплавар има негативну конотацију. Да ли због тога што су путовали и „видели света“ или што су се успут бавили и другим активностима, реч сплавар може зазвучати и увредљиво!?
Данас је сплаварење туристичка атракција пре свега.
Туристичко сплаварење се спроводи на једнослојним сплавовима или посебно ојачаним гуменим чамцима али свакако на пловилима која имају мали газ!
Доживљај је, кажу они који воле мало више адреналина, непоновљив.